# 米澤友宏
米澤 友宏 （よねざわ ともひろ、1961年12月5日 - ）は、日本の財務・金融官僚。石川県総務部長、金融庁政策調整官等を経て、日本郵便代表取締役上級副社長や、郵便局物販サービス代表取締役会長を務めた。

## 人物
一橋大学経済学部卒業。大蔵省主計局主査（社会保障担当）、石川県総務部長等を経て、2005年金融庁総務企画局政策調整官。2006年日本郵政執行役員。2007年日本郵政公社顧問、ゆうちょ銀行執行役副社長。2015年からは新設された日本郵便代表取締役副社長兼執行役員上級副社長を務め、多忙となっていた髙橋亨代表取締役社長を補佐した。2021年郵便局物販サービス代表取締役会長。

## 略歴
- 1984年 大蔵省入省
- 1990年 三条税務署長
- 1999年 石川県企画開発部長
- 2000年 石川県総務部長
- 2002年 金融庁監督局総務課監督企画官
- 2003年 金融庁監督局総務課監督調査室長
- 2004年 金融庁総務企画局政策課研究開発室長、金融庁総務企画局法務室長
- 2005年 金融庁総務企画局政策調整官、金融庁総務企画局企画課研究開発室長兼内閣官房内閣参事官（内閣官房副長官補付）、内閣官房郵政民営化推進室参事官
- 2006年 日本郵政株式会社執行役員プロジェクトマネジメントチーム部長
- 2007年 日本郵政公社顧問、日本郵政政株式会社専務執行役、株式会社ゆうちょ銀行執行役副社長
- 2013年 株式会社ゆうちょ銀行取締役兼代表執行役副社長
- 2015年 日本郵便株式会社代表取締役副社長兼執行役員上級副社長
- 2020年 日本郵政株式会社常務執行役
- 2021年 株式会社郵便局物販サービス代表取締役会長